# 国鉄3020形蒸気機関車

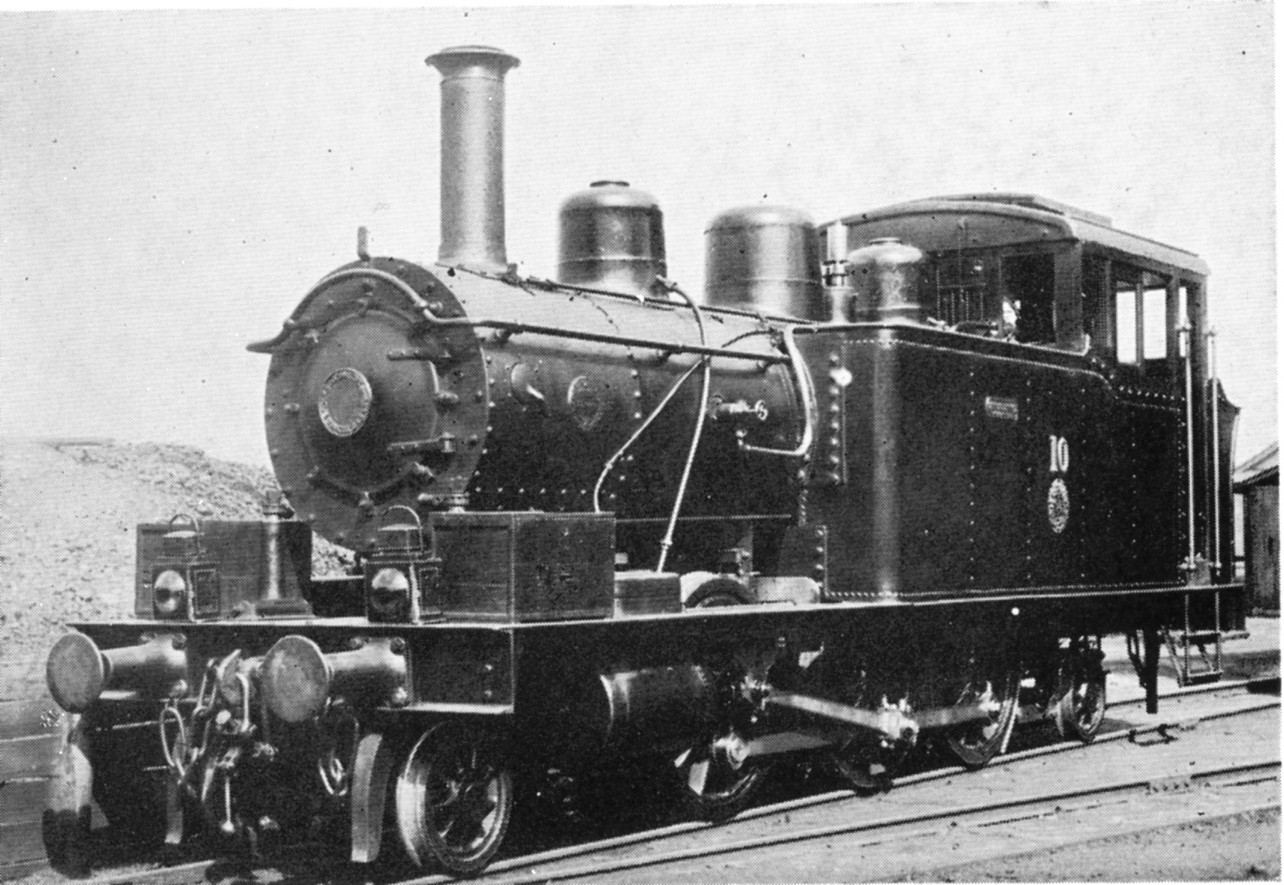
甲武鉄道 10（後の鉄道院 3020）

国鉄3020形蒸気機関車（こくてつ3020がたじょうききかんしゃ）は、かつて日本国有鉄道の前身である鉄道院・鉄道省に在籍したタンク式蒸気機関車である。

## 概要
元は、甲武鉄道が1897年（明治30年）10月にアメリカ合衆国のブルックス・ロコモティブ・ワークスで3両（製造番号2836 - 2838）を製造・輸入した、車軸配置2-6-2(1C1)で2気筒単式の飽和式機関車である。輸入の扱いはアメリカン・トレイディングであった。甲武鉄道での形式はK3形、番号は10 - 12であった。1906年（明治39年）、甲武鉄道は国有化されたが、しばらくは甲武鉄道時代の形式番号で使用された。その後、1909年（明治42年）には鉄道院の車両称号規程が制定され、本形式は3020形 (3020 - 3022) に改められた。
ボイラーはストレートトップ式で、第2缶胴上に蒸気ドームが、第1缶胴と火室上にそれぞれ1個ずつ砂箱が設置されている。安全弁は、蒸気ドームと後部砂箱の間の火室上に設置されている。前端梁から後端梁まで一直線に通された歩み板（ランボード）が特徴的で、その上部にシリンダ弁室とむき出しの第1動輪が顔をのぞかせており、溝型鋼を使用した端梁などにブルックス製機関車の特徴を保持するが、側水槽や運転室周りにはブルックス製の特徴である曲線的なデザインは用いられておらず、角ばった印象である。
国有化後は足尾線で使用され、1923年（大正12年）末に全車が廃車となった。そのうち 3022 が西武鉄道（旧）に払い下げられ、同社の6として貨物列車牽引用に使用されたが、晩年は川越に長らく放置され、1938年（昭和13年）9月に廃車解体された。
本形式は、手頃な大きさと性能で国産化の対象となり、汽車製造や日立製作所で同系機が製造された。国有鉄道籍を得たものでは、3070形や2930形があげられる。

## 主要諸元
- 全長 : 9,881mm
- 全高 : 3,708mm
- 全幅 : 2,438mm
- 軌間 : 1,067mm
- 車軸配置 : 2-6-2(1C1)
- 動輪直径 : 1,219mm
- 弁装置 : スチーブンソン式アメリカ型
- シリンダー（直径×行程） : 356mm×508mm
- ボイラー圧力 : 11.6kg/cm2
- 火格子面積 : 1.3m2
- 全伝熱面積 : 72.3m2
  - 煙管蒸発伝熱面積 : 63.9m2
  - 火室蒸発伝熱面積 : 8.4m2
- ボイラー水容量 : 2.4m3
- 煙管（直径×長サ×数） : 44.5mm×2,692mm×170本
- 機関車運転整備重量 : 42.25t
- 機関車空車重量 : 31.83t
- 機関車動輪上重量（運転整備時） : 30.68t
- 機関車動輪軸重（第2動輪上） : 12.35t
- 水タンク容量 : 5.44m3
- 燃料積載量 : 1.72t
- 機関車性能
  - シリンダ引張力 （0.85P）: 5,210kg
- ブレーキ装置 : 手ブレーキ、蒸気ブレーキ